# 克里斯蒂安七世
克里斯蒂安七世（丹麥語：Christian VII，1749年1月29日—1808年3月13日）是丹麥及挪威國王，石勒苏益格-荷尔斯泰因公爵， 即位時只有17歲。他是弗雷德里克五世和英国国王乔治二世的女儿路易絲的儿子。
他没有受过良好的教育，即位后即和他的表妹，英国国王乔治三世的妹妹卡羅琳·瑪蒂爾達结婚，婚后生了一个儿子弗雷德里克六世，第二年，和一位艺妓发生关系，并公开宣称他不爱自己的妻子，因为“自己妻子不时髦”，这一段时间开始神志恍惚，有偏执狂，产生幻觉并自残，一切唯首相施特林澤是从，他的妻子也和首相发生关系并生了一个女儿。
1772年，在他继母朱麗安娜·瑪麗亞的操纵下，将首相逮捕处决，和妻子离婚，王后被流放到策勒，23岁即去世。此后大权完全由他的继母掌握（她的兒子弗雷德里克親王擔任攝政至1784年），他已经患有精神分裂，1784年以后他的儿子弗雷德里克六世开始攝政。
1808年他在伦茨堡因脑动脉瘤去世，终年59岁。